# Закон максимізації енергії і інформації
Закон максимізації енергії і інформації — найкращі шанси на виживання має та  система, яка найбільшою мірою сприяє надходженню, виробленню та ефективному використанню  енергії та  інформації; максимальне надходження речовини не гарантує системі успіху в  конкурентній боротьбі. Закон максимізації енергії був вперше сформульований Г. і  Ю. Одумами, максимізації енергії і інформації — М. Ф. Реймерсом.

## Ресурси Інтернету
- Теоремы экологии [Архівовано 20 липня 2014 у Wayback Machine.]
- Розенберг Г. С. О структуре учения о биосфере
- Дедю И. И. Экологический энциклопедический словарь. — Кишинев, 1989 [Архівовано 1 лютого 2012 у Wayback Machine.]
- Англо-русский биологический словарь (online версия) [Архівовано 19 липня 2017 у Wayback Machine.]
- Англо-русский научный словарь (online версия) [Архівовано 28 лютого 2015 у Wayback Machine.]